# ベクーナ (潜水艦)
ベクーナ (USS Becuna, SS/AGSS-319) は、アメリカ海軍の潜水艦。バラオ級潜水艦の一隻。艦名は全世界の熱帯・温帯の海域に生息するカマス科最大種オニカマスのキューバにおける通称に因んで命名された。

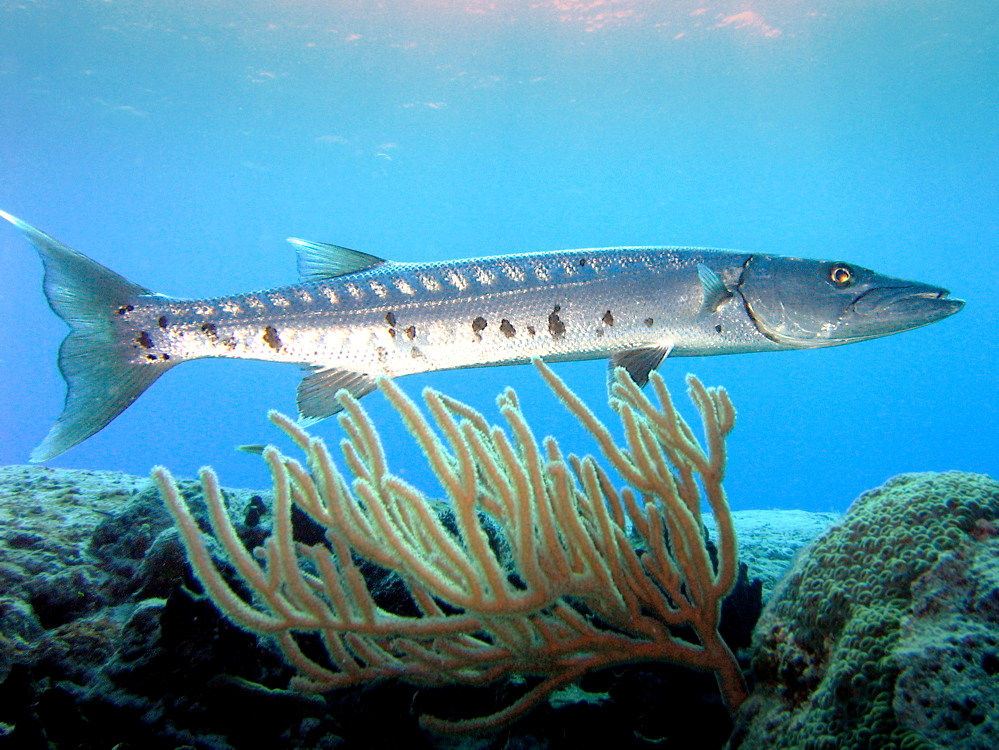
オニカマス（通称Becuna）

## 艦歴
ベクーナは1943年4月29日にコネチカット州グロトンのエレクトリック・ボート社で起工した。1944年1月30日にジョージ・C・クローフォード中佐の妻によって命名、進水し、1944年5月27日に艦長ヘンリー・D・スター少佐（アナポリス1933年組）の指揮下就役する。7月1日にニューロンドンを出航し、7月29日に真珠湾に到着した。

### 第1の哨戒 1944年8月 - 10月
8月23日、ベクーナは最初の哨戒で南シナ海に向かった。
10月8日未明、ベクーナは北緯14度12分 東経115度53分 / 北緯14.200度 東経115.883度の地点でヒ76船団を発見し、元特設水上機母艦君川丸 （川崎汽船、6,863トン）に魚雷1本を命中させ、撃沈こそ出来なかったものの君川丸を船団から脱落させた。
10月9日には、北緯12度45分 東経118度00分 / 北緯12.750度 東経118.000度のパラワン島北西海域でミ19船団を発見。タンカー「さんるいす丸」（三菱汽船、7,268トン）の船首に魚雷を命中させる（ただし沈没には至らなかった）。
続けさまに潜水艦ホークビル (USS Hawkbill, SS-366) と共同で、北緯12度43分 東経118度05分 / 北緯12.717度 東経118.083度の地点で応急タンカー徳和丸（日東汽船、1,943トン）を撃沈した。10月18日、ベクーナは56日間の行動を終えてフリーマントルに帰投した。

### 第2、第3、第4、第5の哨戒 1944年11月 - 1945年7月
11月15日、ベクーナは2回目の哨戒で南シナ海に向かった。この哨戒では、1945年1月2日に南緯05度50分 東経113度12分 / 南緯5.833度 東経113.200度と南緯06度09分 東経113度33分 / 南緯6.150度 東経113.550度の2カ所で、300トン級および800トン級の海上トラックを砲撃により撃沈した。1月8日、ベクーナは53日間の行動を終えてフリーマントルに帰投した。
2月4日、ベクーナは3回目の哨戒で南シナ海に向かった。2月22日、ベクーナは北緯11度30分 東経109度06分 / 北緯11.500度 東経109.100度のインドシナ半島ファンラン湾沖で南号作戦参加のヒ88H船団を発見。応急タンカー日翼丸（日産汽船、1,943トン）に向けて魚雷を4本発射し、うち1本が日翼丸に命中しこれを撃沈した。3月22日、ベクーナは46日間の行動を終えてスービック湾に帰投した。
4月15日、ベクーナは4回目の哨戒で南シナ海に向かった。しかし、この頃には南シナ海に日本の艦船の姿を見ることは出来ず、攻撃の機会もなく戦果はなかった。5月24日、ベクーナは39日間の行動を終えてフリーマントルに帰投。艦長がウィリアム・J・ブッシュ（アナポリス1938年組）に代わった。
6月21日、ベクーナは5回目の哨戒で南シナ海に向かった。7月16日に一度のみ攻撃機会があったが、前回同様戦果を挙げることはなかった。7月27日、ベクーナは36日間の行動を終えてスービック湾に帰投した。
ベクーナは第二次世界大戦の戦功で4個の従軍星章を受章した。ベクーナは1隻の日本のタンカーを単独で、もう1隻のタンカーを共同で撃沈し、その合計は共同戦果の分も含めて1隻と2分の1隻、2,816トンに上った。

### 戦後
戦争が終わるとベクーナはスービック湾を後にしてアメリカ本国に向かった。9月、ベクーナはカリフォルニア州サンディエゴに帰還し、1949年4月まで太平洋艦隊潜水艦部隊での作戦活動に従事、その後大西洋艦隊潜水艦部隊、第8潜水艦戦隊に配属された。1949年5月から1950年5月までの間にベクーナは回復訓練演習を行い、ニューロンドンで士官候補生の訓練を支援した。1950年11月、エレクトリック・ボート社での近代改修のためのオーバーホールに入り、GUPPY 改修艦への転換が行われた。改修は1951年8月に完了し、ベクーナは公試のためカリブ海に向かう。ニューロンドンには9月に帰還した。改修後のベクーナは大西洋艦隊と共に活動し、第6艦隊との巡航で地中海、スコットランドを訪れた。これらの拡張巡航以外、大半はニューロンドンでの訓練で費やされた。ベクーナは1969年に AGSS-319 （実験潜水艦）に艦種変更され、1969年11月7日に退役、大西洋予備役艦隊で保管される。1971年に SS-319 に再度変更され、1973年8月15日に除籍された。

### 博物館船

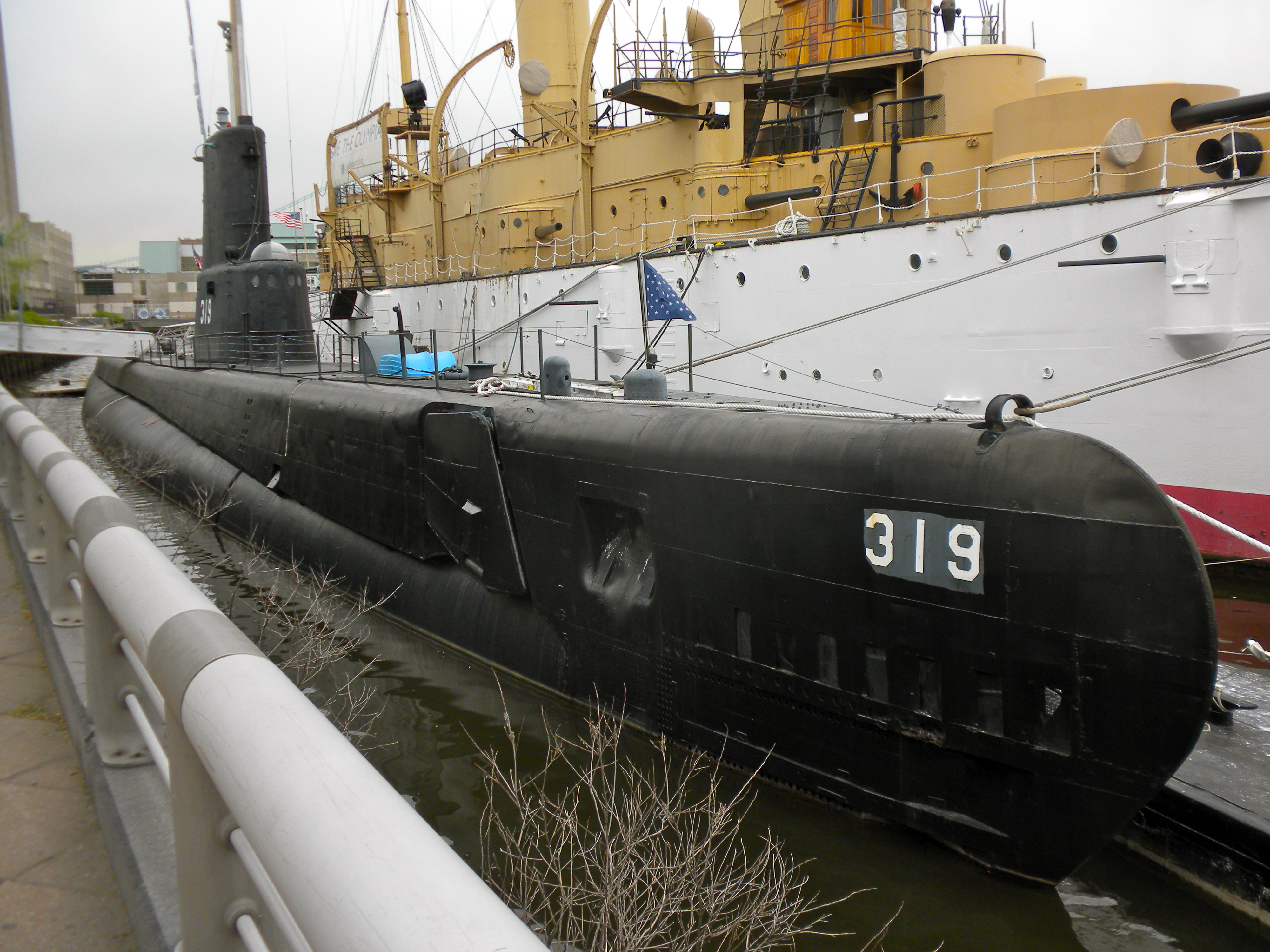
GUPPY 改修艦当時の姿で保存されているベクーナ

ベクーナは1976年6月21日にペンシルベニア州フィラデルフィアのインディペンデンス・シーポート・ミュージアムに展示され、1996年に歴史的艦船ゾーンが出来てからは当該ゾーンに移動し、米西戦争でジョージ・デューイ元帥の旗艦である防護巡洋艦オリンピアと並んで展示されている。
1986年には国定歴史建造物に指定され、2001年にはアメリカ溶接協会から「歴史的溶接構造物」賞を受賞した。